# AN/SSQ-86
AN/SSQ-86 — американский одноразовый гидроакустический буй системы DLC (англ. Data Link Communications, передача данных) типоразмера А для осуществления односторонней акустической связи с подводными лодками. Предназначен для сброса с самолётов и вертолётов, а также с надводных кораблей. При сбросе с летательного аппарата буй тормозится парашютом, при размещении с надводного корабля просто выбрасывается за борт.
При попадании буя в воду из днища поплавковой части на глубину 22 м опускается излучатель, который передаёт зашифрованное сообщение, записанное в память буя перед сбросом. Через 5 минут после передачи излучатель автоматически опускается на глубину 105 м и повторяет передачу. Ещё через 5 минут передача повторяется третий раз, после чего буй затапливается.
Сообщение, которое записывается в память буя перед сбросом состоит из четырёх трёхзначных чисел. Первое число означает код адресанта, второе — код адресата, два остальных числа — код сообщения. Числа вводятся в память при помощи одной кнопки и светодиодного семисегментного индикатора. Предусмотрена также вторая кнопка, которая позволяет просмотреть и при необходимости исправить ранее записанное сообщение. В случае необходимости сообщение может быть передано на буй после его сброса по одному из 99 УКВ-каналов.
Приём сигнала на подводной лодке осуществляется станцией AN/WQC-2A. Дальность приёма в зависимости от гидрологии моря составляет 30–60 миль.

## Тактико-технические характеристики
- Размеры[4]:
  - Длина — 91,4 см
  - Диаметр — 12,4 см
- Масса — 11,35 кг[4]
- Число радиоканалов — 99 в диапазоне 136–170 МГц[3]